# George Ducker
George Ducker, född 27 september 1871, död 26 september 1952, var en kanadensisk fotbollsspelare.
Ducker blev olympisk guldmedaljör i fotboll vid sommarspelen 1904 i Saint Louis.